# Caixa negra

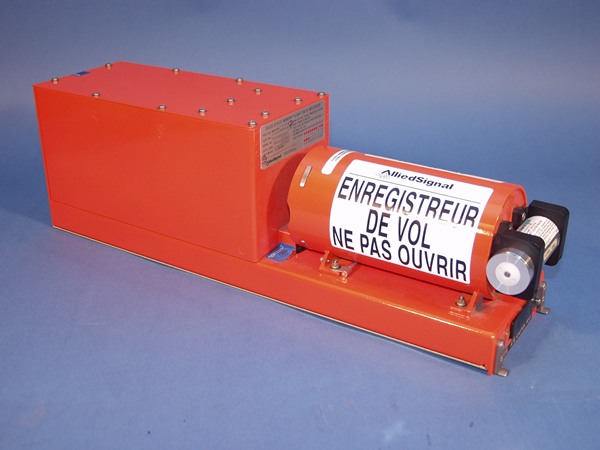
Gravador de dados de voo (Flight Data Recorder).

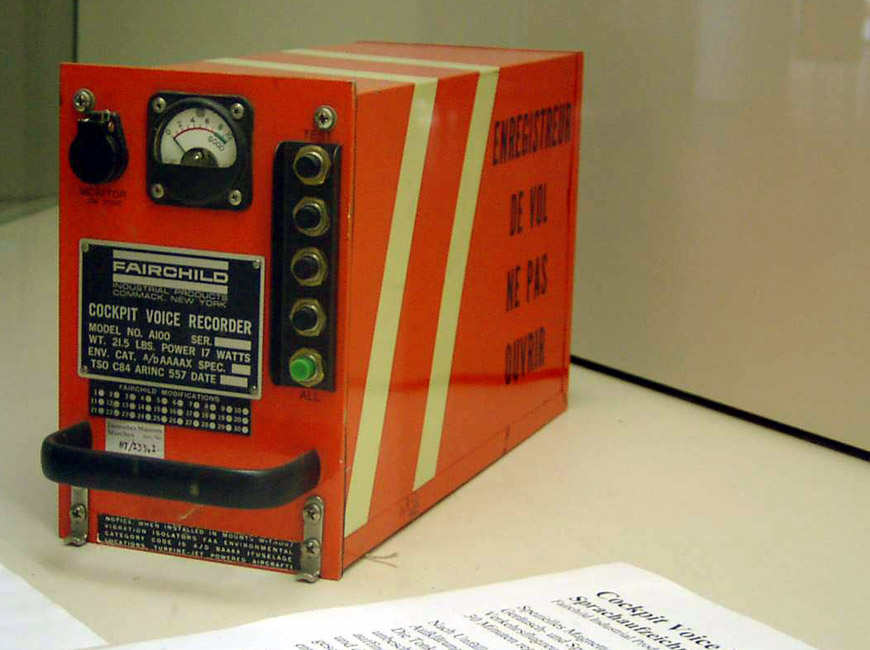
Gravador de voz da cabine (Cockpit Voice Recorder).

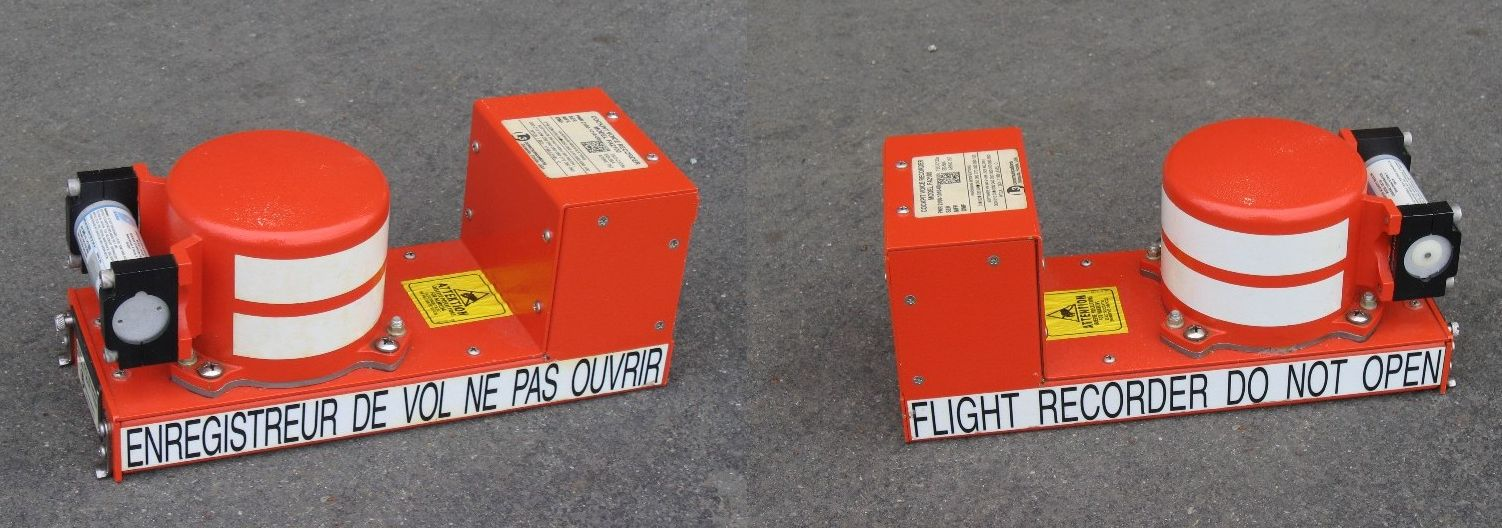
Outros modelos de caixa-preta.

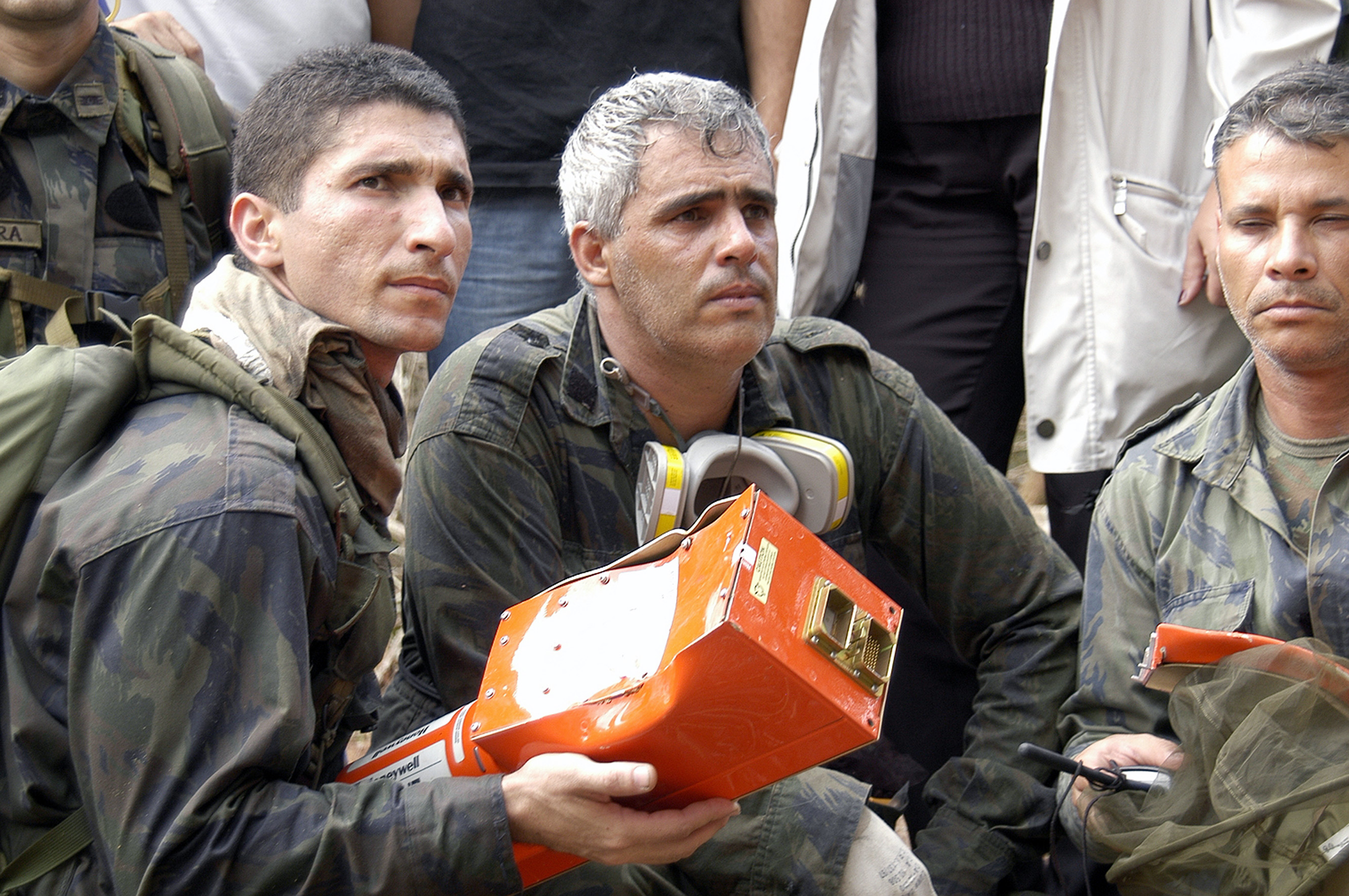
Militares seguram caixa-preta do Boeing 737-800 do Voo Gol 1907. Foto: AgênciaBrasil

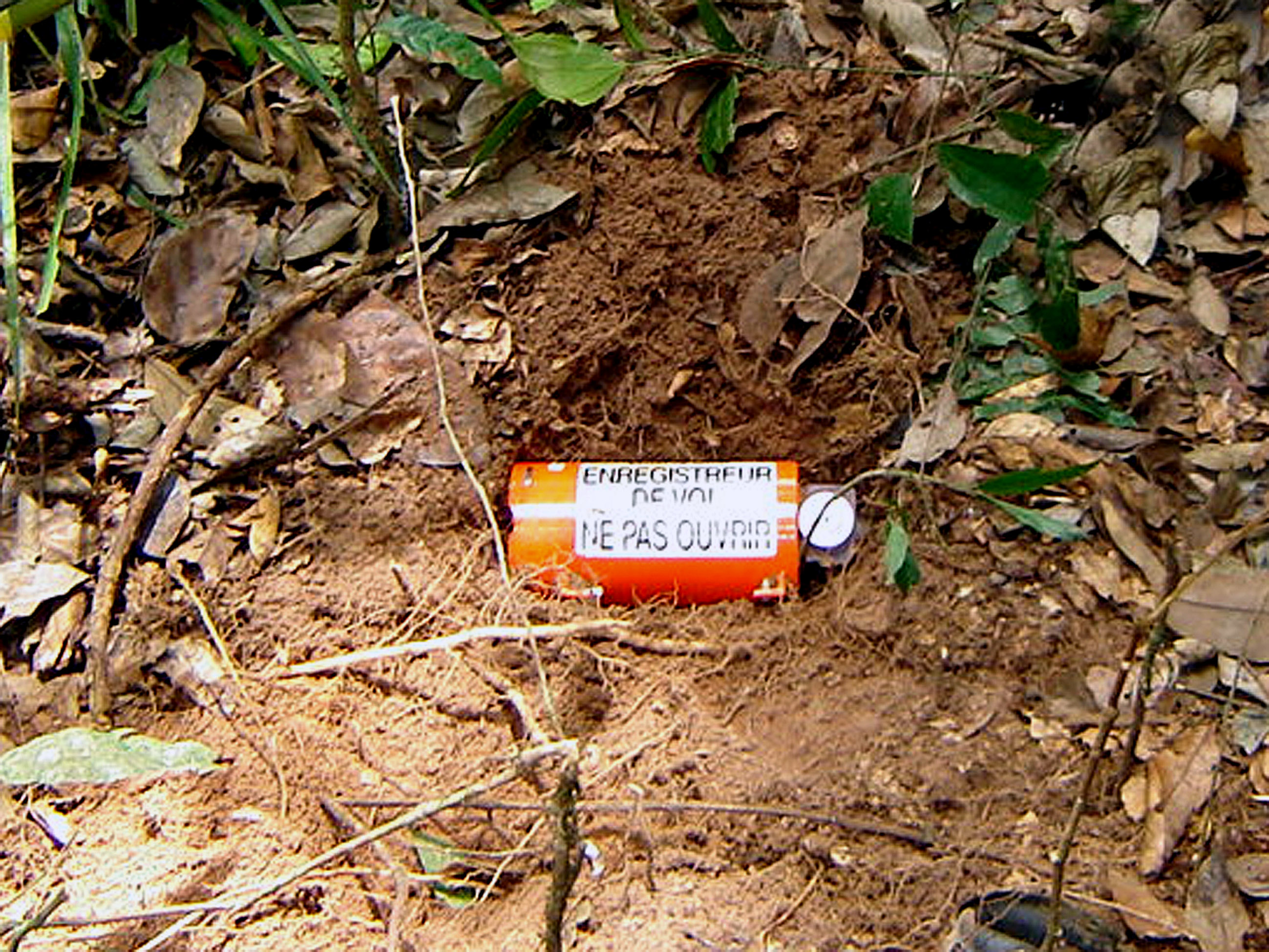
Cilindro do gravador de voz da cabine do Gol 1907, encontrado enterrado com o auxílio de um detector de metal. Foto: AgênciaBrasil

A caixa-preta (português brasileiro) ou caixa-negra (português europeu) é nome popular de um sistema de registro de voz e dados existente nos aviões (e mais recentemente nas locomotivas dos Estados Unidos e Europa). O som ambiente das cabinas de comando e do sistema de áudio são gravados pelo "Gravador de Voz", ou CVR (de Cockpit Voice Recorder), e os dados de performance como velocidade, aceleração, altitude e ajustes de potência, entre tantos outros, é gravado em outro equipamento conhecido como "Gravador de Dados", ou FDR (de Flight Data Recorder). São, portanto, dois equipamentos distintos e independentes, mas ambos com uma inscrição eletrônica de tempo, que é fundamental para colimar ou superpor os eventos de voz com os eventos de performance.

## História
Em 1939, no Centro de ensaios em voo de Marignane, na França, os engenheiros franceses François Hussenot e Paul Beaudouin realizaram as primeiras tentativas para produzir um gravador de dados de voo, que era basicamente um dispositivo fotográfico. O registro era feito em um longo filme fotográfico com oito metros de comprimento por 88 milímetros de largura. A imagem era registrada por um raio de luz desviado por um espelho que se inclinava conforme a magnitude dos dados de altitude, velocidade e outros. Em 1947, Hussenot e Beaudouin associaram-se a Marcel Ramolfo e fundaram a Sociedade Francesa de Instrumentos de Medição (Société Française d'Instruments de Mesure - SFIM) para comercializar seus projetos. A empresa tornou-se um importante fornecedor de gravadores de dados, utilizados não só em aviões, mas também em trens e outros veículos. Futuramente, a SFIM seria adquirida pelo grupo Safran, que atua no mercado aeroespacial.
O dispositivo foi aperfeiçoado durante a 2ª Guerra Mundial, passando a utilizar fita de metal ou bobinas de alumínio que eram, de forma inerente, muito mais resistentes às chamas do que a fita plástica convencional e, portanto, mais apropriado para resistir a um acidente aeronáutico.
Até então, não havia a gravação de áudio a bordo. Em 1958, o cientista e engenheiro de aviação australiano David Warren produziu um protótipo que chamou de "Unidade de Memória de Voo". Em 1953, Warren havia auxiliado nas investigações de várias quedas inexplicadas de aviões Comet, o que estava colocando em risco o futuro da aviação comercial. A partir de então, passou a desenvolver o projeto de um dispositivo de gravação de áudio da cabine do piloto e dos dados do voo. Gravava quatro horas de conversas na cabine e registrava as leituras dos controles. O áudio era gravado em uma bobina de aço magnetizada.
No entanto, o dispositivo foi rejeitado pelas autoridades de aviação, que não viram grandes benefícios na sua utilização, enquanto pilotos afirmavam que seriam "espionados" e viam aquilo como um risco para as suas carreiras profissionais. Warren, então, levou sua invenção para o Reino Unido, onde encontrou interesse por parte das autoridades e dos fabricantes.
A partir de 1960, o equipamento ficou conhecido nos EUA e já se davam os primeiros passos para torná-lo obrigatório nos aviões comerciais.

## Especificações
São colocadas normalmente na cauda do avião e feitas de materiais muito resistentes, como aço inoxidável e titânio, capazes de suportar uma aceleração de 33 km/s², um impacto de 3400G durante 6,5 milissegundos, equivalente a um impacto com velocidade de 270 nós (500 km/h) e uma distância de desaceleração de 4,5 metros. (1G= aceleração da gravidade da Terra), temperaturas de até 1100°C por uma hora, e pressão hidrostática em profundidades de até 6000 m, de forma a permitir que em caso de acidente se consigam recuperar os registros e investigar as causas do acidente. Além disso, existem especificações de resistência também a baixas temperaturas, corrosão por água salgada e outros fluidos. Os FDRs modernos registram mais de 80 parâmetros, tais como tempo, pressão, altitude, velocidade do ar, aceleração vertical, orientação magnética, posição dos controles (manches), posição dos pedais do leme, posição dos estabilizadores horizontais, suprimento e vazão de combustível e outros.
Algumas unidades mais modernas são auto-ejetáveis, usando a energia cinética do impacto para separarem-se da aeronave. Algumas aeronaves, tais como as sondas espaciais Shuttle, não possuem gravadores de dados de voo convencionais. Ao invés disso, usam conexões em tempo real com satélites de comunicação para transferir os dados. Este tipo de sistema tende a ser também utilizado na aviação comercial.

## Sistemas nos aviões
A incorporação destes sistemas nos aviões permitiu a melhoria da segurança nas viagens aéreas, já que foi possível assim detectar falhas que anteriormente davam origem a acidentes graves cuja causa não era possível ou muito difícil de determinar. Nos anos 50 era frequente o acréscimo de novos equipamentos às aeronaves, e os pilotos estadunidenses costumavam apelidá-los de caixas-pretas (another "black box" installed in our plane). E, de fato, os primeiros registradores de voz de cabina eram realmente pretos como todos os demais aviônicos. Logo se percebeu que, após um acidente, era bem mais fácil encontrar o equipamento entre os destroços se ele possuísse uma cor destacada. Hoje, eles geralmente apresentam uma cor laranja ou vermelho vivo.  Quando submersa, o que dificulta a sua identificação visual, a caixa negra é capaz de emitir um pulso sonoro, na frequência de 37,5 kHz, a uma profundidade de até 4267 m.
Alguns aviões comerciais enviam dados de posição e velocidade para satélites, utilizando pings, que são retransmitidos para centros de manutenção. Seus FDR's são equipados com sinal de GPS e utilizam a tecnologia ADS-B. É possível acompanhar em tempo real, em sítios de rastreamento como o Flightradar24, a posição e velocidade de aviões que possuam esta tecnologia.

## Gravadores atuais
Com os avanços da tecnologia, as caixas-pretas utilizam como meio de gravação chips em invólucro resistente a chamas e impactos, e têm capacidade de gravação bem superior. 
A caixa-preta é um instrumento de uso obrigatório e universal, e as autoridades aeronáuticas são unânimes quanto a sua utilidade e valor. Como resultado dos protestos dos pilotos e seus respectivos sindicatos em época imediatamente anterior à sua introdução, todos os equipamentos de gravação de voz ou CVR possuem um botão "Erase" (apagar), que permite, somente após um pouso normal, apagar todo o conteúdo gravado pelo equipamento, impedindo assim um uso inapropriado ou não sigiloso de suas gravações.